# حلوبي صغير
حلوبي صغير  قرية سوريّة تتبع إداريّاً لمحافظة حلب منطقة عفرين ناحية شران، بلغ تعداد سكانها 310 نسمة حسب التعداد السكاني لعام 2004.